# باز پشت‌خاکستری
باز پشت‌خاکستری (نام علمی: Pseudastur occidentalis) نام یک گونه از سرده بازنماها است.